# Angelo Mazzoni
Angelo Mazzoni (Milano, 3 aprile 1961) è un ex schermidore italiano, specializzato nella spada.

## Biografia

### Gli esordi ed i primi successi internazionali
La carriera internazionale comincia molto presto, specie se si pensa che nella specialità della Spada la maturazione dell'atleta giunge più tardi rispetto alle altre due armi della Scherma. Lo spadista milanese, in forza al Circolo della Spada Mangiarotti, sotto la guida di un monumento della scherma italiana quale Dario Mangiarotti, si aggiudica nel campionato europeo del 1981 di Foggia, ad appena vent'anni.
Dopo questo successo arriva il trasferimento al Centro Sportivo Carabinieri, con quale farà tutta la sua carriera agonistica, ed arriva anche il cambio di tecnico. Adesso il suo maestro diventa Giovanni Muzio. L'esordio in nazionale è però risale al 1979 quando a 18 anni disputò la gara a squadre ai campionati del Mondo. Lo stesso anno disputerà la stessa manifestazione per la categoria Giovani, giungendo al 5º posto. L'anno successivo è quello delle boicottate Olimpiadi di Mosca. L'Italia, appoggiando parzialmente la protesta del blocco occidentale, non invia atleti facenti parte di squadre militari, così Angelo Mazzoni, a soli 19 anni, si ritrova nella nazionale al suo esordio olimpico. 
Il 1982 sarà l'anno che lo consacrerà quale spadista di livello assoluto, conquista la Coppa del Mondo, classifica a punti delle varie prove internazionali. Il 1983 porta anche le prime medaglie iridate, nel campionato mondiale a Vienna giunge al 3º posto sia nella prova individuale che in quella a squadre. A queste si aggiunge anche la medaglia d'argento al campionato europeo di Lisbona dello stesso anno. Alla sua seconda olimpiade, quella di Los Angeles 1984, si presenta, con i suoi 23 anni, come un veterano della squadra azzurra e conquista la medaglia di bronzo nel concorso a squadre; nella stessa stagione arriva anche il 2º posto nella classifica di Coppa del Mondo. L'anno successivo porta ancora un bronzo iridato, sempre a squadre, e un altro anche nel mondiale del 1986 a Sofia. Sempre in questa stagione giunge al 2º posto in Coppa del Mondo. 
Il 1987 è una stagione di "transizione", che porta lo schermidore milanese a proiettare le sue aspettative verso la partecipazione olimpica. Le Olimpiadi di Seoul 1988 non sono all'altezza delle aspettative. Anonima la gara individuale, e in quella a squadre si arena al 4º posto conclusivo, ai piedi del podio. L'anno successivo arriva il pronto riscatto della squadra italiana, che vince il  titolo mondiale a Denver. Nel 1990, ai mondiali di Lione, sfiora la doppietta: oro a squadre e argento individuale. Nel 1991 arriva anche l'argento ai Giochi del Mediterraneo.
Le Olimpiadi di Barcellona non portano nessuna nuova medaglia, solo il 6º posto nella gara a individuale ed il 5° a squadre. Qualcuno comincia a parlare di necessità di un cambio generazionale, Angelo Mazzoni ha solo 31 anni, ma sono già oltre 10 anni che milita in nazionale, qualcuno avanza l'ipotesi che oramai sia un campione appagato. Il successivo mondiale di Essen, nel 1993, dimostra il contrario. Il titolo mondiale a squadre torna in Italia, il terzo oro iridato per Mazzoni & C. Nella stessa stagione vince anche la sua seconda Coppa del Mondo, e nella stagione successiva arriva anche la terza, unico spadista azzurro a riuscire nell'impresa.
La nazionale italiana di spada, composta da Maurizio Randazzo, Sandro Cuomo e Angelo Mazzoni, si presenta alla Olimpiadi di Atlanta senza i favori del pronostico ma riesce comunque a conquistare l'oro dopo l'ultimo assalto, che Angelo Mazzoni conclude con un'ampia ferita sull'arcata sopraciliare.
L'anno successivo la nazionale giunge al 3º posto del campionato mondiale di Città del Capo, stavolta però è veramente il canto del cigno del gruppo storico azzurro.
Alle successiva Olimpiadi di Sydney, la nazionale azzurra si ripresenta con capitano Mazzoni, il veterano Maurizio Randazzo, convocato per la gara a squadre, e gli esordienti olimpici Paolo Milanoli ed Alfredo Rota. In finale con la favoritissima Francia arriva la vittoria ed il bis olimpico. Per Mazzoni è il terzo podio olimpico, 16 anni dopo il primo.

### Dopo il ritiro
Terminata l'avventura della con la nazionale, durata 4 lustri, comincia la nuova avventura di tecnico. Nel 2003 si diploma quale istruttore di scherma e nel 2007 quale maestro di scherma, ma già dal 2001 è nel giro dei tecnici della nazionale di Spada.
Alle Olimpiadi di Pechino del 2008 è maestro di Matteo Tagliariol, vincitore della medaglia d'oro nella spada maschile individuale e della medaglia di bronzo nella spada maschile a squadre.
Dal 2008 al 30 aprile 2014 ha allenato la nazionale svizzera di spada, lasciata per diventare commissario tecnico della nazionale russa di spada.
Nel 2021 diventa tecnico della nazionale israeliana di spada.

## Palmarès
In carriera ha conseguito i seguenti risultati:

### Giochi olimpici
Individuale
A squadre
- Oro nella spada ad Atlanta 1996
- Oro nella spada a Sydney 2000
- Bronzo nella spada a Los Angeles 1984

### Mondiali
Individuale
- Argento nella spada a Lione 1990
- Bronzo nella spada a Vienna 1983

A squadre
- Oro nella spada a Denver 1989
- Oro nella spada a Lione 1990
- Oro nella spada a Essen 1993
- Argento nella spada a Barcellona 1985
- Bronzo nella spada a Vienna 1983
- Bronzo nella spada a Sofia 1986
- Bronzo nella spada a Città del Capo 1997

### Europei
Individuale
- Oro nella spada a Foggia 1981
- Argento nella spada a Lisbona 1983

A squadre

### Giochi del Mediterraneo
Individuale
- Bronzo nella spada ad Atene 1991

### Universiadi
Individuale
A squadre
- Bronzo nella spada a Kōbe 1985

### Coppa del Mondo
Individuale
- nella classifica generale della spada 1981-82
- nella classifica generale della spada 1992-93
- nella classifica generale della spada 1993-94
- nella classifica generale della spada 1983-84
- nella classifica generale della spada 1985-86

### Campionati italiani
Individuale
- Oro nella spada a Napoli 1980
- Oro nella spada a Mazara Del Vallo 1991

A squadre